# Leif Størmer
Leif Størmer, född 1 juli 1905 i Oslo, död där 15 maj 1979, var en norsk paleontolog och geolog.
Størmer blev filosofie doktor 1931 vid Universitetet i Oslo. Från 1940 verkade han som konservator vid Paleontologiska museet i Oslo, och åren 1946–1975 tjänstgjorde han som professor i historisk geologi vid Geologiska institutionen vid Universitetet i Oslo.
Størmers gjorde stora insatser framför allt inom trilobitforskningen; senare kom han även att intressera sig för havsskorpioner och andra fossila leddjur. Han skrev också om andra fossilgrupper och publicerade geologiska arbeten om avsättningar från Kambrosilur-perioden i Norge. Han deltog i en marin forskningsexpedition till Grönland 1924 och en geologisk expedition till Svalbard 1928.
Han var ordförande i Internationella stratigrafiska kommissionen 1960–1965 och kallades 1940 till ledamot av Det Norske Videnskaps-Akademi.
Leif Størmer var son till matematikern Carl Størmer och broder till botanikern Per Størmer.